# 特里蒙特 (明尼蘇達州)
特里蒙特（英語：Trimont）是一個位於美國明尼蘇達州馬丁縣的城市。

## 人口
根據2020年美國人口普查的數據，特里蒙特的面積為2.04平方千米，皆為陸地。當地共有人口705人，而人口密度為每平方千米346人。